# 旭化成スパーキッズ
旭化成スパーキッズ（あさひかせいスパーキッズ）は、岡山県倉敷市を本拠地として活動していた、旭化成の男子バレーボールチームである。

## 歴史
1946年8月に「旭化成旭陽会」として創部。当時は宮崎県都城市を本拠地としていた。本来は9人制のチームであったが、1963年4月に9人制から6人制に移行。1970年、南将之を擁し、第4回大会で日本リーグに初登場し、翌1971年に岡山県倉敷市に移転した。日本リーグに4シーズン在籍後は低迷し、一時は3部リーグに当たる地域リーグにまで降格したものの、息を吹き返し、1993年に前年（1992年）のバルセロナ五輪に日本代表として出場した、南将之の長男である南克幸（法政大学）が入社するなど、念願の日本リーグ復帰に向けて強化を進めた。
そして1998年、2部リーグに当たる実業団リーグで好成績を収め、Vリーグのチーム増員（8チーム→10チーム）により念願のVリーグ昇格。1973年以来、実に25年ぶりの1部リーグ復帰となった。同年、チーム名を「旭化成スパーキッズ」と改称。由来は「Spark」と「Kids」を合わせた造語である。
昇格1年目である1998-99シーズンの第5回Vリーグは、前年度で活動休止した住友金属から大坪史明と古田博幸を獲得し挑むも苦戦し、2勝16敗で10チーム中最下位に終わった。翌年も最下位に終わった反省を踏まえ、2000年にイタリアリーグでプレーしていた元日本代表セッター・真鍋政義を獲得。この補強は大きく、2000-01シーズンの第7回Vリーグで10チーム中7位、第8回リーグでは10チーム中8位ながら8勝10敗という成績を挙げ、更なる上昇が期待されていた。
しかし、このシーズン限りで真鍋が松下電器に移籍。堺ブレイザーズのエース・高橋智則を獲得したものの、第9回リーグでは3勝18敗に終わった。その後もVリーグ唯一の純国産チームとして奮闘するも、4年連続最下位に終わった。
そして、第12回Vリーグ終了後の2006年3月にチームの休部と共に、全体移籍を目指していることが発表された。全体移籍に望みを繋ぐべく臨んだ同年5月の 黒鷲旗全日本選手権ではベスト4に進出。決勝戦を賭けて東海大学と対戦したものの、1‐3で敗れ、これが、旭化成としての最後の公式試合となった。
その後、全体移籍の交渉も難航し、同年5月末をもって活動休止、後継はなく、チームは解散し、約60年の歴史に幕を閉じた。

## 成績

### 主な成績
プレミアリーグ（日本リーグ／Vリーグ）
- 優勝なし
- 準優勝なし

黒鷲旗全日本選手権
- 優勝なし
- 準優勝なし

### 年度別成績
| 大会名       | 大会名            | 順位   | 参加チーム数 | 試合数 | 勝 | 敗 | 勝率  |
| ------------ | ----------------- | ------ | ------------ | ------ | -- | -- | ----- |
| 実業団リーグ | 第1回 (1969/70)   | 優勝   | 6チーム      | 10     | 10 | 0  | 1.000 |
| 日本リーグ   | 第4回 (1970/71)   | 6位    | 6チーム      | 10     | 0  | 10 | 0.000 |
| 日本リーグ   | 第5回 (1971/72)   | 4位    | 6チーム      | 10     | 4  | 6  | 0.400 |
| 日本リーグ   | 第6回 (1972/73)   | 5位    | 6チーム      | 10     | 3  | 7  | 0.300 |
| 日本リーグ   | 第7回 (1973/74)   | 6位    | 6チーム      | 10     | 1  | 9  | 0.100 |
| 実業団リーグ | 第6回 (1974/75)   | 6位    | 6チーム      | 10     | 2  | 8  | 0.200 |
| 実業団リーグ | 第7回 (1975/76)   | 優勝   | 6チーム      | 10     | 9  | 1  | 0.900 |
| 実業団リーグ | 第8回 (1976/77)   | 3位    | 6チーム      | 10     | 5  | 5  | 0.500 |
| 実業団リーグ | 第9回 (1977/78)   | 6位    | 6チーム      | 10     | 1  | 9  | 0.100 |
| 実業団リーグ | 第10回 (1978/79)  | 5位    | 6チーム      | 10     | 4  | 6  | 0.400 |
| 実業団リーグ | 第11回 (1979/80)  | 6位    | 6チーム      | 10     | 1  | 9  | 0.100 |
| 実業団リーグ | 第12回 (1980/81)  | 5位    | 6チーム      | 10     | 2  | 8  | 0.200 |
| 実業団リーグ | 第13回 (1981/82)  | 6位    | 6チーム      | 10     | 0  | 10 | 0.000 |
| 実業団リーグ | 第14回 (1982/83)  | 6位    | 6チーム      | 10     | 2  | 8  | 0.200 |
| 実業団リーグ | 第15回 (1983/84)  | 3位    | 8チーム      | 14     | 7  | 7  | 0.500 |
| 実業団リーグ | 第16回 (1984/85)  | 8位    | 8チーム      | 14     | 2  | 12 | 0.143 |
| 実業団リーグ | 第18回 (1986/87)  | 8位    | 8チーム      | 14     | 2  | 12 | 0.143 |
| 実業団リーグ | 第19回 (1987/88)  | 6位    | 8チーム      | 14     | 5  | 9  | 0.357 |
| 実業団リーグ | 第20回 (1988/89)  | 3位    | 8チーム      | 14     | 12 | 2  | 0.143 |
| 実業団リーグ | 第21回 (1989/90)  | 準優勝 | 8チーム      | 14     | 11 | 3  | 0.786 |
| 実業団リーグ | 第22回 (1990/91)  | 5位    | 8チーム      | 14     | 6  | 8  | 0.429 |
| 実業団リーグ | 第23回 (1991/92)  | 4位    | 8チーム      | 14     | 7  | 7  | 0.500 |
| 実業団リーグ | 第24回 (1992/93)  | 準優勝 | 8チーム      | 14     | 12 | 2  | 0.857 |
| 実業団リーグ | 第25回 (1993/94)  | 3位    | 8チーム      | 14     | 9  | 5  | 0.643 |
| 実業団リーグ | 第26回 (1994/95)  | 準優勝 | 7チーム      | 12     | 7  | 5  | 0.583 |
| 実業団リーグ | 第27回 (1995/96)  | 6位    | 8チーム      | 14     | 6  | 8  | 0.429 |
| 実業団リーグ | 第28回 (1996/97)  | 4位    | 8チーム      | 14     | 8  | 6  | 0.571 |
| 実業団リーグ | 第29回 (1997/98)  | 準優勝 | 8チーム      | 14     | 9  | 5  | 0.643 |
| Vリーグ      | 第5回 (1998/99)   | 8位    | 10チーム     | 18     | 2  | 16 | 0.111 |
| Vリーグ      | 第6回 (1999/2000) | 8位    | 10チーム     | 18     | 2  | 16 | 0.111 |
| Vリーグ      | 第7回 (2000/01)   | 7位    | 10チーム     | 18     | 6  | 12 | 0.333 |
| Vリーグ      | 第8回 (2001/02)   | 8位    | 10チーム     | 18     | 8  | 10 | 0.444 |
| Vリーグ      | 第9回 (2002/03)   | 8位    | 8チーム      | 21     | 3  | 18 | 0.143 |
| Vリーグ      | 第10回 (2003/04)  | 8位    | 8チーム      | 21     | 6  | 15 | 0.286 |
| Vリーグ      | 第11回 (2004/05)  | 8位    | 8チーム      | 28     | 6  | 22 | 0.214 |
| Vリーグ      | 第12回 (2005/06)  | 8位    | 8チーム      | 28     | 4  | 24 | 0.143 |

## 選手・スタッフ
2006年5月の活動休止時のメンバーは下記の通り。

### 選手
| 背番号 | 名前        | ポジション     | 国籍 |
| 1      | 甲斐祐之    | レフト         | 日本 |
| 6      | 熊谷豪      | セッター       | 日本 |
| 7      | 伊藤淳      | センター       | 日本 |
| 8      | 鈴木孝政    | レフト         | 日本 |
| 9      | 丸山利明    | レフト         | 日本 |
| 10     | 末次志朗    | センター       | 日本 |
| 11     | 舩越健太郎  | リベロ         | 日本 |
| 12     | 高橋慎治    | セッター       | 日本 |
| 13     | 真鍋智彦    | スーパーエース | 日本 |
| 14     | 大坪史明    | スーパーエース | 日本 |
| 15     | 古田博幸    | レフト         | 日本 |
| 16     | 田村裕之    | センター       | 日本 |
| 18     | 増成一志    | セッター       | 日本 |
| 19     | 西沢文徳    | スーパーエース | 日本 |
| 23     | 南克幸 主将 | センター       | 日本 |

### スタッフ
| 役職           | 名前     | 国籍 |
| 部長           | 覚野泰史 | 日本 |
| 副部長         | 井川裕史 | 日本 |
| 副部長・総監督 | 久保義人 | 日本 |
| 監督           | 山田博文 | 日本 |
| コーチ兼任     | 大坪史明 | 日本 |
| コーチ兼任     | 古田博幸 | 日本 |
| コーチ兼任     | 増成一志 | 日本 |
| マネジャー     | 吉田竜児 | 日本 |
| トレーナー     | 大類博史 | 日本 |

## 在籍していた主な選手
- 南将之
- 南裕之
- 真鍋政義
- 高橋智則